# Celia Rico Clavellino
Celia Rico Clavellino (Sevilla, 1982) és guionista, productora i directora de cinema sevillana.
És llicenciada en Comunicació Audiovisual per la Universitat de Sevilla i en Teoria de la Literatura i literatura comparada per la Universitat de Barcelona. És coneguda per haver guanyat el premi al millor guió als Premis Gaudí 2019, amb la pel·lícula Viaje al cuarto de una madre, que també va dirigir.
Treballa actualment en la producció i direcció cinematogràfica, així com en l'escriptura de guions. Com a directora es va iniciar l'any 2012 amb el curtmetratge: “Luisa no está en casa” seleccionat i mostrat al Festival de Cinema de Màlaga i a la Seminci de Valladolid.
L'any 2018 al Festival de Cinema de Sant Sebastià la va guardonar amb el Premi de la Joventut i la menció especial del Premi Kutxabank-New Directors.

## Premis i nominacions
Premis Gaudí
| Any  | Categoria                                | Pel·lícula                   | Resultat   |
| ---- | ---------------------------------------- | ---------------------------- | ---------- |
| 2013 | Millor curtmetratge                      | Luisa no está en casa        | Guanyadora |
| 2019 | Millor pel·lícula en llengua no catalana | Viaje al cuarto de una madre | Nominat    |
| 2019 | Millor guió                              | Viaje al cuarto de una madre | Guanyadora |
| 2019 | Millor direcció                          | Viaje al cuarto de una madre | Nominat    |
| 2022 | Millor pel·lícula d'animació             | Mironins                     | Guanyadora |
| 2025 | Millor pel·lícula en llengua no catalana | Los pequeños amores          | Pendent    |